# Krešimir Lončar
Krešimir Lončar (Spalato, 12 febbraio 1983) è un ex cestista croato con cittadinanza tedesca.

## Carriera
Con la Croazia ha disputato i Giochi olimpici di Pechino 2008, i Campionati europei del 2009 e i Campionati mondiali del 2010.

## Palmarès

### Club

#### Competizioni nazionali
- Campionato italiano: 1

Pall. Treviso: 2002-03
- Supercoppa italiana: 1

Pall. Treviso: 2002
- Coppa Italia: 1

Pall. Treviso: 2003
- Coppa di Russia: 1

UNICS Kazan': 2008-09
- Coppa di Germania: 1

Alba Berlino: 2016
- VTB United League: 1

Chimki: 2010-11

#### Competizioni internazionali
- Eurocup: 1

Chimki: 2011-12

### Individuale
- MVP Coppa di Russia: 1

UNICS Kazan': 2008-09